# Cerco a Antuérpia
O Cerco de Antuérpia (em neerlandês:  Beleg van Antwerpen, em francês:  Siège d'Anvers) consistiu num confronto entre as forças alemãs contra as tropas belgas e  britânicas e francesas em redor da cidade fortificada de Antuérpia, durante a Primeira Guerra Mundial. O exército alemão cercou uma guarnição de tropas belgas, o exército terrestre belga e a Divisão Naval Britânica na região de Antuérpia, depois da invasão da Bélgica em Agosto de 1914. A cidade, que foi envolvida com fortificações conhecidos como Linha de Defesa de Anvers ou Reduto Nacional da Bélgica, foi cercada a sul e a leste pelas forças alemãs. As tropas belgas naquela cidade efectuaram duas saídas em Setembro e Outubro, as quais interromperam os planos alemães para enviar tropas para França, onde eram necessários reforços para fazer face aos exércitos franceses e à Força Expedicionária Britânica (BEF).
Os bombardeamentos pesados alemães às fortificações belgas começaram a 28 de Setembro. A guarnição belga ficou perante uma situação de falta de apoio e, apesar da chegada da Divisão Naval Britânica, a 3 de Outubro, os alemães conseguiram penetrar na primeira linha defensiva dos fortes. Quando o avanço alemão começou a abrir um corredor a oeste da cidade, ao longo da fronteira holandesa até à costa, pela qual os belgas em Antuérpia tinham mantido contacto com o resto da Bélgica não ocupada, o exército belga começou a retirar para oeste em direcção à costa. A 9 de Outubro, a guarnição que permaneceu nas fortificações rendeu-se, os alemães ocuparam a cidade e algumas tropas belgas e britânicas fugiram para os Países Baixos, a norte. Os soldados belgas de Antuérpia retiraram-se para o rio Yser, perto da fronteira francesa, e entrincheiraram-se, para dar início à defesa da última zona não ocupada da Bélgica, e entraram em confronto na Batalha de Yser contra o 4.º Exército Alemão em Outubro e Novembro de 1914. O exército belga manteve-se na zona até ao final de 1918, quando participou na libertação aliada da Bélgica.

## Contexto estratégico

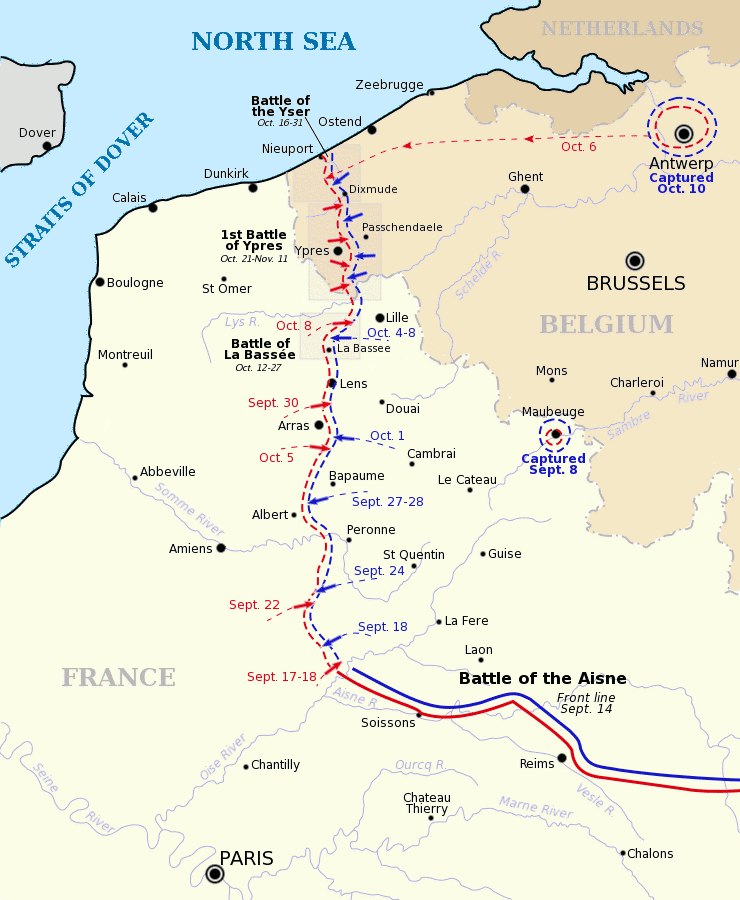
Plano de Cerco (1914).

O exército alemão invadiu a Bélgica na manhã do dia 4 de agosto de 1914, dois dias após a decisão do governo belga de não permitir a livre passagem de tropas alemãs para a França. O exército belga encontrava-se desesperadamente em desvantagem e limitou-se a realizar uma retirada. Cedo na campanha, o exército belga teve de abandonar o controle das fortificadas cidades de Liège (16 de agosto) e Namur (24 de Agosto).
Quando se tornou evidente que o exército belga seria incapaz de resistir à ofensiva maciça dos alemães, o Rei Alberto I da Bélgica decidiu executar este elemento central do plano de defesa do país e decidiu executar uma retirada para o "Réduit National" em Antuérpia, no dia 20 de Agosto.
A cidade de Antuérpia era defendida por numerosas fortalezas e outras posições defensivas, pelo que era na altura considerada como impenetrável por um ataque convencional por terra. Desde cerca de 1860 que a doutrina da defesa belga estava centrada numa retirada para Antuérpia e aguentar qualquer agressor até que as potências europeias que garantiam a sua neutralidade fossem capazes de intervir.

## Fortificações
O "Réduit national" em Antuérpia consistia em quatro linhas defensivas:
- Uma linha de defesa principal a cerca de 10 a 15 km fora da cidade, compreendendo um anel de 21 fortalezas;
- Uma linha de defesa secundária com cerca de uma dúzia de fortes mais velhos a cerca de 5 km da cidade;
- Um grupo de duas fortalezas e três baterias costeiras defendendo o rio Escalda;
- Um pequeno número áreas inundadas.

A maior parte das fortalezas eram de meados do século XIX, mas a maioria tinham sido modernizadas nos anos que levaram ao conflito. Uma série de fortes da principal linha de defesa eram de construção moderna em betão armado.

## O ataque alemão e cerco
Após a retirada do exército belga para Antuérpia, o alto comando alemão imperial inicialmente destacou apenas o 3º corpo de reserva do 1 º Exército para a cidade como uma força de cobertura.
O exército belga tinha como objectivo oferecer apoio estratégico aos seus aliados franceses e britânicos, pelo que conduziu dois ataques fora de Antuérpia, de forma a forçar o exército alemão a destacar tropas adicionais para o cerco e a perturbar as linhas de comunicação do inimigo durante a batalha do Marne. Um primeiro ataque nos dias 25 e 26 de Agosto e um segundo ataque a desde 9 a 13 de Setembro forçou o exército alemão a fazer significativos desvios de tropas da linha da frente na França para Antuérpia.
A ordem para lançar o ataque contra da cidade chegou a 7 de Setembro, quando as unidades artilharia pesada ficaram disponíveis, após o cerco aos franceses nas fortalezas de Maubeuge. O exército alemão lançou um primeiro bombardeamento de artilharia em 28 de Setembro, obtendo alguns ganhos imediatos e importantes. As defesas foram incapazes de resistir aos 42 centímetros dos obuses alemães "Big Bertha" e os 30,5 centímetros dos obuses austríacos.
Desde o início do ataque principal, tornou-se aparente que o exército belga não seria capaz de aguentar por um período de tempo substancial. Além disso, o contínuo avanço do exército alemão, através da Bélgica e da França ameaçou cortar qualquer rota de fuga da cidade.
A 1 de Outubro o governo belga enviou um telegrama à Inglaterra anunciando que iriam  retirar de Antuérpia em três dias. O governo britânico permitiu que o Primeiro Lorde do Almirantado Winston Churchill avaliasse a assistência que seria necessária para reforçar as defesas belgas. Churchill telegrafou indicando que as forças em Antuérpia teriam que ser reforçadas e depois substituídas.  Na noite de 3 de Outubro, uma brigada de fuzileiros britânicos chegaram a Antuérpia como o primeiro elemento da Divisão Naval. Este foi um grande impulso moral para os belgas, mas não conseguiu alterar a situação da cidade.
O dia 5 de Outubro foi uma data crucial durante o cerco de Antuérpia: o exército alemão furou a defesa belga na cidade de Lier, 20 km a sudeste de Antuérpia e avançou para a cidade de Dendermonde (sul de Antuérpia), onde tentou atravessar a rio Escalda. Este movimento de braço mecânico do exército alemão ameaçou bloquear a oeste a rota de retirada do exército belga de Antuérpia. Com os seus flancos oriental e meridional a ser bloqueados por tropas alemãs e a sua rota norte a ser fechada pela fronteira belgo-holandesa, o exército belga evacuou Antuérpia através de uma série de pontes sobre o rio Escalda e deixou a cidade às suas próprias defesas.
A última fortaleza belga em campo foi abandonada pelo exército que fugiu do oeste para o litoral a 8 de Outubro e os alemães entraram na cidade em 9 de Outubro, após terem verificado que as posições defensivas belgas tinham sido abandonadas.
O Tenente-General belga Deguise ofereceu a rendição incondicional das tropas restantes. Um número substancial de tropas belgas e elementos da Divisão Naval fugiram para a Holanda que era neutra e acabaram sendo internadas durante o resto da guerra.

## Resultado
O prefeito de Antuérpia, Jan De Vos, ofereceu a capitulação formal em 10 de Outubro terminado o Cerco de Antuérpia. A cidade permaneceria ocupada por tropas alemãs até Novembro de 1918.
Um terço do Exército belga, cerca de 30 mil soldados, fugiram para a Holanda, seguidos por um milhão de civis refugiados em 1914. Os Países Baixos internaram os refugiados belgas, o mais longe possível da fronteira belga, por medo de serem arrastados para o conflito. Muitos dos refugiados continuaram vivendo nos Países Baixos após 1918 e nunca mais regressaram à Bélgica.
O exército belga finalmente parou o avanço alemão sobre as margens do rio Yser.